# Сентиментални шпијуни у царству Вољен
„Сентиментални шпијуни у царству Вољен“ (енгл. The Sentimental Agents in the Volyen Empire) је роман британске књижевнице, добитнице Нобелове награде за књижевност, Дорис Лесинг. Ово дело научне фантастике, објављено 1983, последње је од пет дела из серије романа „Канопус у Аргу“. Радња овог романа се догађа у релативно слабом међузвезданом царству — Вољен (енгл. Volyen), које се налази под културним утицајем милосрдних становника Канопуса у Аргу.